# 스타스키와 허치 (1975년 TV 시리즈)
스타스키와 허치는 1975년부터 1979년까지 미국의 지상파 방송국 ABC에서 방영된 액션 드라마이다.

## 한국 방영
- 대한민국에서는 TBC 동양방송에서 1976년 7월부터 1977년 7월까지 1년 방영하였다.
- 1980년 11월 TBC 동양방송에서 인수해 방영하였다.
- MBC 문화방송로 이동되어 1978년 9월부터 1979년 2월까지 1년 방영하였다.
- 마지막으로 KBS2 TV 한국방송에서 1981년 7월부터 1982년 10월까지 방영하였다.